# Triptyque de San Giovenale
Le Triptyque de San Giovenale (en italien : Trittico di San Giovenale) est une peinture à tempera et fond or sur bois réalisée par Masaccio en 1422. Elle est conservée au musée Masaccio (it), situé dans la frazione Cascia de la commune de Reggello en province de Florence.

## Historique
Masaccio est un artiste qui meurt très jeune mais il a néanmoins marqué l'histoire de l'évolution de la peinture dans cette période de pré-renaissance. Ce triptyque est une commande passée par une église isolée et qui illustre l'utilisation de la tempera.

## Description
La Vierge du panneau central trône en majesté entourée d'anges : c'est une Maestà au sens de l'iconographie chrétienne.
Elle est accompagnée des figures saintes deux par deux sur les panneaux latéraux : les saints Barthélemy et Blaise de Sébaste à gauche, saint Juvenal de Narni et Antoine abbé à droite. Le trône est en marbre, La perspective est moralisée (cf. Panovsky) C'est-à-dire que le point de fuite, donc le regard du spectateur théorique est porté sur le visage de la Vierge. Le fond doré tient de l'archaïsme moyenâgeux. Les couleurs canoniques de la vierge sont représentées (rouge, bleu). Il y a une volonté de rendre la figure sacrée et religieuse naturelle. Deux anges sont à genoux devant le trône de la Vierge, ils occupent la place disponible et ainsi soulignent la profondeur de l'espace et donne une note de couleur importante. Les ailes sont en effet très colorées, et en forme de lettre V (référence à un certain Vanni, le commanditaire du triptyque). La texture des auréoles est différente et nouvelle. Le contraste des couleurs est très importante, la polychromie est marquée. Le fond simple et doré est créé volontairement afin que le spectateur puisse se concentrer sur l'évocation des figures sacrées. 
Sur le panneau de gauche : la couleur rouge est importante ainsi que le rose, les visages sont colorés. Les lignes du sol soulignent la profondeur, il y ici une volonté mathématique de représenter l'espace. Saint Barthélemy est au premier plan et saint Blaise au second.
Sur le panneau de droite : le saint évêque Juvénal est représenté. À ses côtés nous apercevons saint Antoine, habillé de couleurs sombres avec une barbe blanche. Les deux saints ne sont pas disposés de la même manière ; d'ailleurs, leur disposition souligne la profondeur de l'espace. On peut noter ici une véritable volonté d'évoluer dans une représentation de la figure humaine nouvelle, ainsi Masaccio s'accorde davantage de liberté même si l'on retrouve les marques traditionnelles des figures du Moyen Âge. L'artiste exprime également une volonté de donner une psychologie dans le regard et la figure.

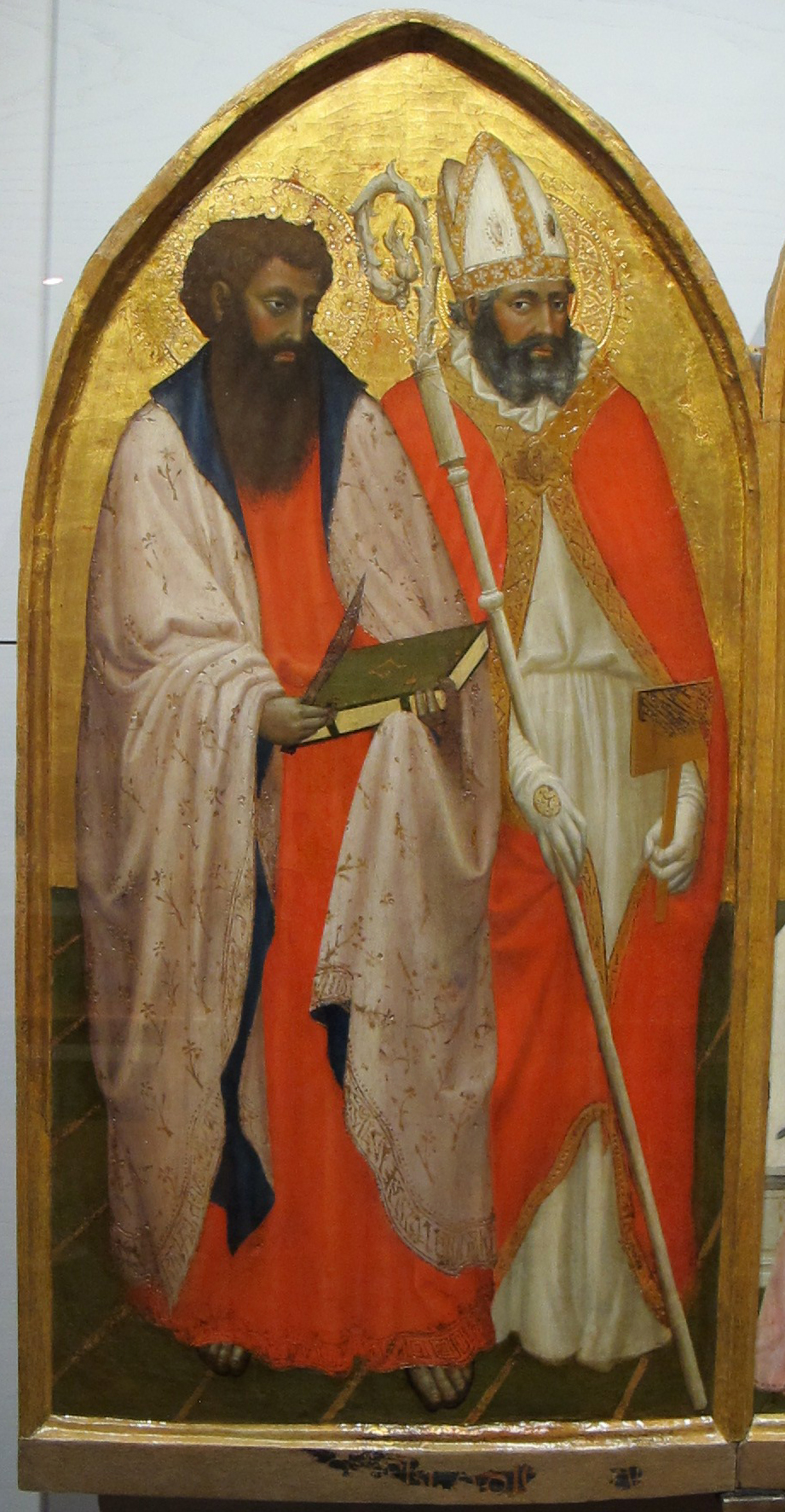
Saints Barthélemy et Blaise de Sébaste.
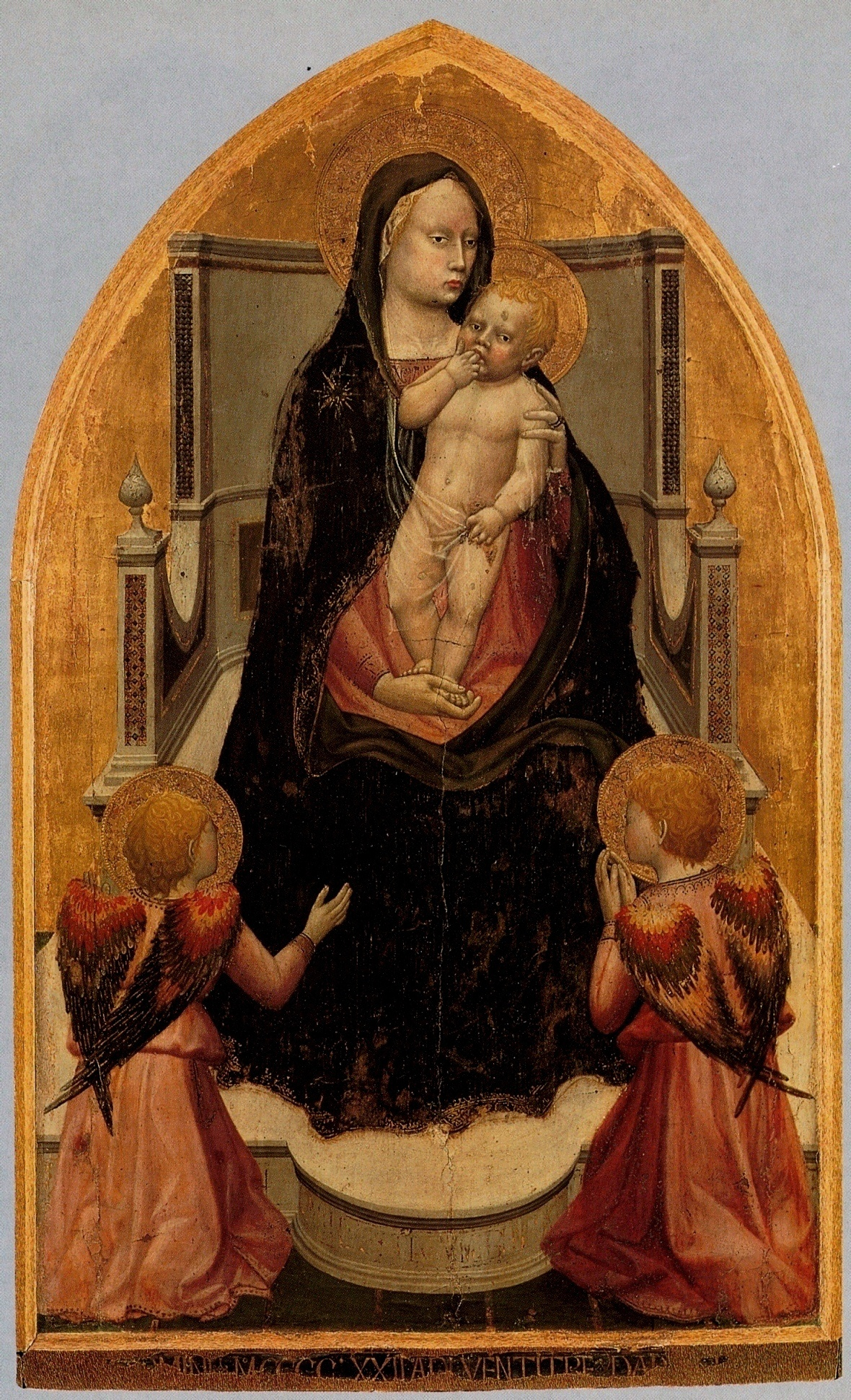
Vierge trônant au centre.
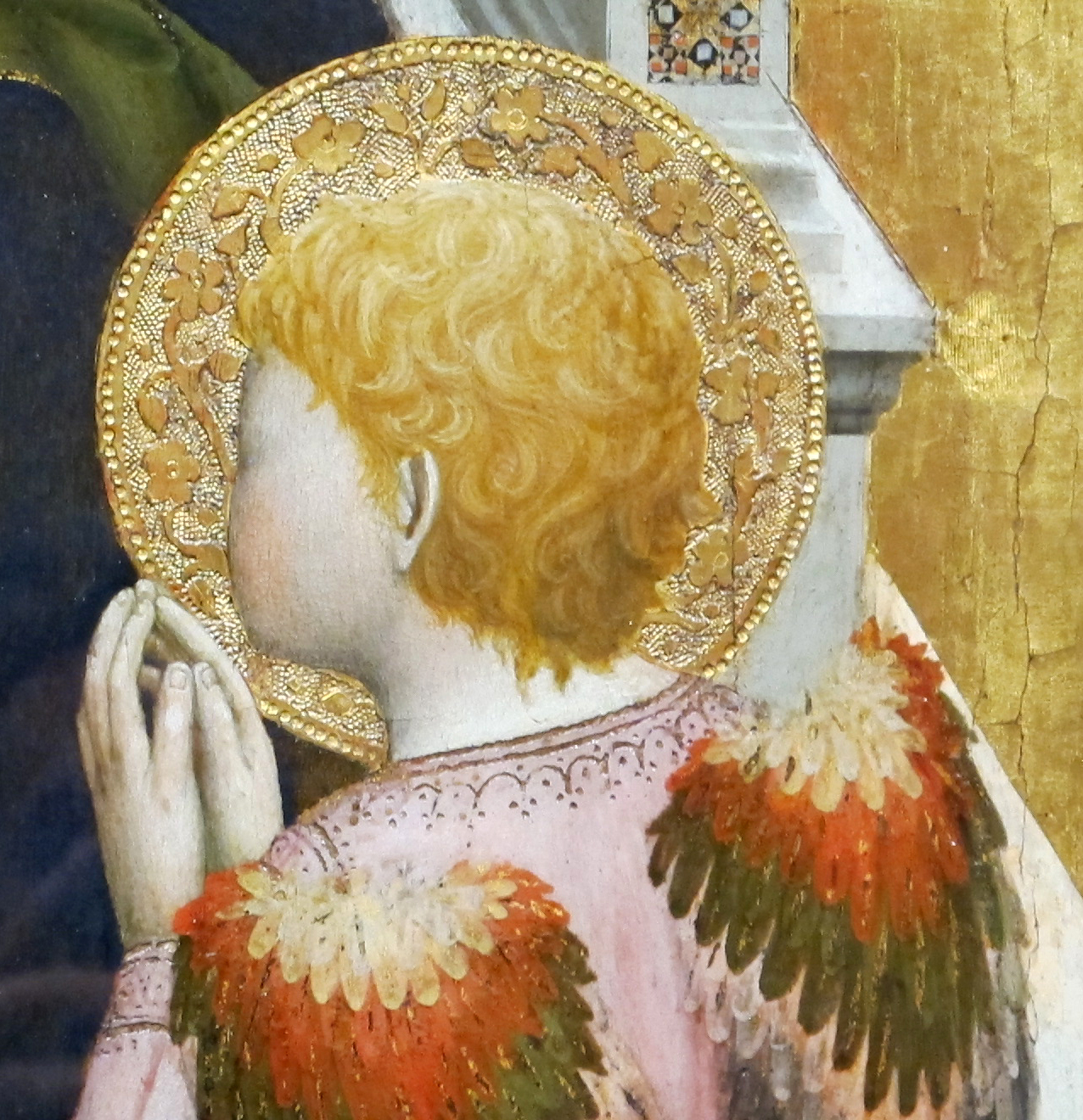
Ange de droite.
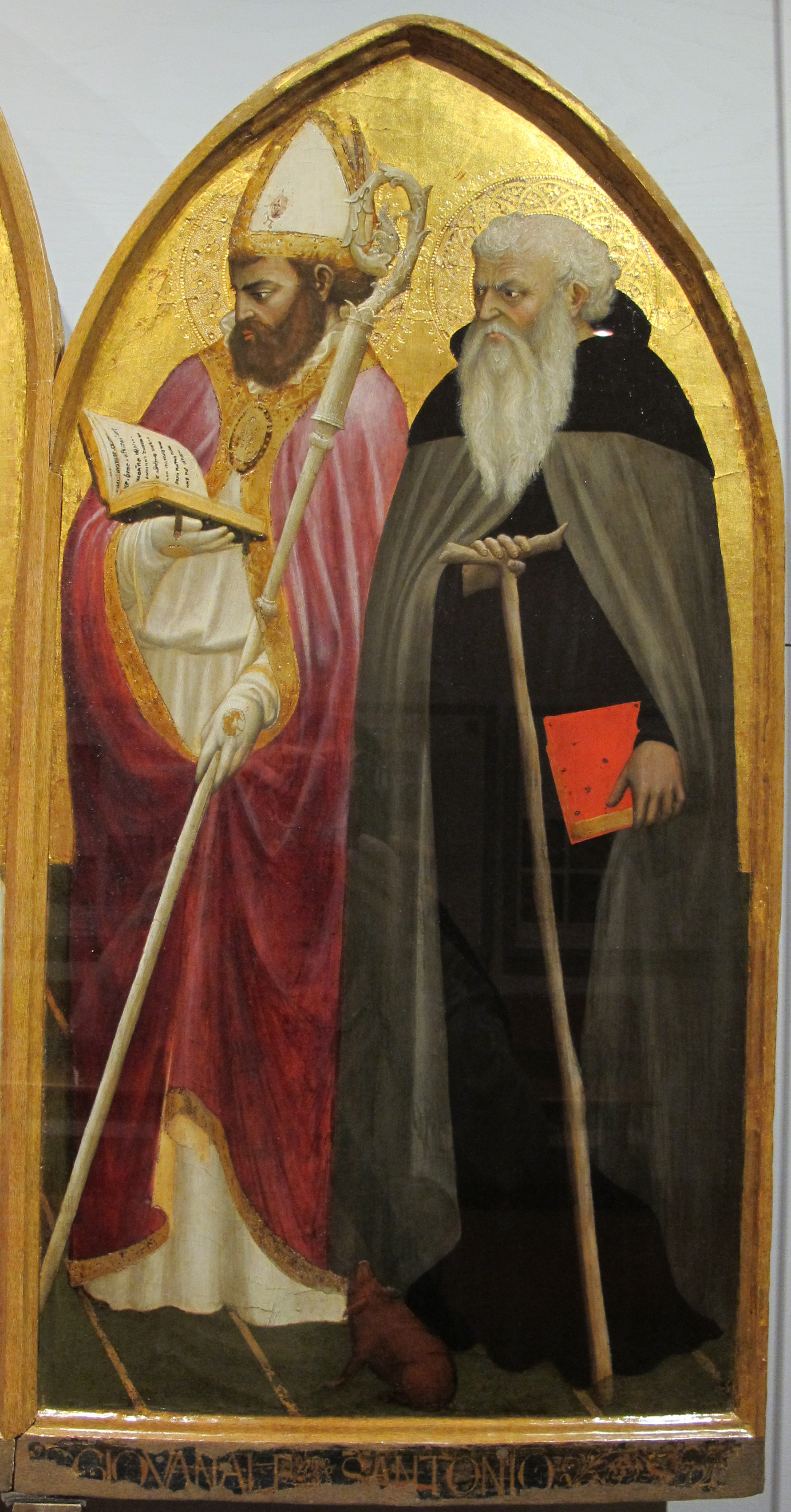
Saints Juvenal de Narni et Antoine le Grand.